# غييرمو باروس سكيلوتو
غييرمو باروس سكيلوتو (بالإسبانية: Guillermo Barros Schelotto) (5 أبريل 1973 الأرجنتين - ) هو لاعب كرة قدم أرجنتيني، يلعب كلاعب وسط.

## مسيرته الكروية
لعب سكيلوتو خلال مسيرته الاحترافية مع 3 أندية في واحد وعشرون موسمًا وسجل خلالها 142 هدف ضمن 508 مباراة. ولم يفز بأي موسم بالكأس وفاز في خمسة مواسم بالدوري.
خاض سكيلوتو مسيرته مع نادي جيمناسيا لابلاتا في موسم 1991–92 في المرة الأولى ليلعب معه ستة مواسم ثم في موسم 2010–11 لمدة موسم واحد، مشاركًا طوالها في 195 مباراة سجل خلالها 47 هدفًا. ثم انتقل إلى نادي بوكا جونيورز في موسم 1997–98 ليلعب معه عشرة مواسم، حيث شارك في 211 مباراة سجل خلالها 62 هدفًا. لينتقل بعدها إلى نادي كولومبوس كرو في موسم 2007 ليلعب معه أربعة مواسم، مشاركًا في 102 مباراة سجل خلالها 33 هدفًا.

## وصلات خارجية
جويرمو باروس سكيلوتو على موقع الاتحاد الدولي (مؤرشف)  (الإنجليزية)
- جويرمو باروس سكيلوتو على موقع الاتحاد الأوربي (الإنجليزية)
- جويرمو باروس سكيلوتو على موقع الدوري الأمريكي (الإنجليزية)
- جويرمو باروس سكيلوتو على موقع قاعدة بيانات كرة القدم.إي يو (الإنجليزية)
- جويرمو باروس سكيلوتو على موقع ناشيونال فوتبول تيمز (الإنجليزية)
- جويرمو باروس سكيلوتو على موقع Soccerway.com (الإنجليزية)
- جويرمو باروس سكيلوتو على موقع عالم كرة القدم.نت (الإنجليزية)
- جويرمو باروس سكيلوتو على موقع أوليمبيديا (الإنجليزية)